# بدوملهی
بدوملهی (به انگلیسی: Baddomalhi) یک منطقهٔ مسکونی در پاکستان است که در پنجاب واقع شده‌است. بدوملهی ۲۱۷ متر بالاتر از سطح دریا واقع شده‌است.